# 1939 (фильм)
«1939» (англ. Glorious 39, дословно — «Славный 39») — фильм английского драматурга и режиссёра Стивена Полякова, вышедший в 2009 году.

## Сюжет
Действие кинокартины происходит летом и осенью 1939 года. Молодая киноактриса Энн Киз, приёмная дочь аристократической английской семьи, случайно находит грампластинки, на которых вместо фокстротов записаны переговоры сотрудников министерства иностранных дел. Из них она узнаёт о заговоре, цель которого — не допустить вступления Великобритании в войну против Адольфа Гитлера. Также ей становится известно, что друга их семьи Гектора, подающего надежды члена парламента, который выступал в поддержку политики Черчилля, шантажировали и довели до самоубийства. Среди голосов, звучащих на пластинке, Энн узнаёт и голос своего брата Ральфа. Она пытается разобраться в происходящем, но те, к кому она обращается за помощью и советом (актёр Гилберт и возлюбленный Энн Лоуренс), погибают. Наконец Энн понимает, что и её приёмный отец, и сестра, и тётя Элизабет входят в число тех влиятельных аристократов, которые считают необходимым договориться с Гитлером и закончить войну прежде, чем она началась.
После гибели Лоуренса Энн пытается бежать из дома, но её заставляют вернуться. Несколько дней она проводит взаперти, отказываясь от еды, пока наконец ей не удаётся вырваться.
В финале постаревшая Энн встречается с единственными оставшимися в живых свидетелями тех дней — Уолтером и Оливером, которые в те годы были детьми.

## В ролях
| Актёр            | Роль             |
| ---------------- | ---------------- |
| Ромола Гарай     | Энн Киз          |
| Билл Найи        | Александр Киз    |
| Джули Кристи     | Элизабет         |
| Эдди Редмэйн     | Ральф            |
| Джуно Темпл      | Селия            |
| Дэвид Теннант    | Гектор           |
| Чарли Кокс       | Лоуренс          |
| Джереми Нортэм   | Балкомб          |
| Кристофер Ли     | Уолтер Пейдж     |
| Сэм Кубрик-Финни | Уолтер в детстве |
| Корин Редгрейв   | Оливер Пейдж     |
| Дженни Эгаттер   | Мод              |
| Тоби Регбо       | Майкл Уолтон     |
| Мюриел Павлов    | Энн в старости   |
| Хью Бонневилль   | Гилберт          |

## Съёмочная группа
- Режиссёр: Стивен Поляков
- Сценарий: Стивен Поляков
- Оператор: Дэниел Коэн
- Композитор: Эдриан Джонстон